# 10点満点

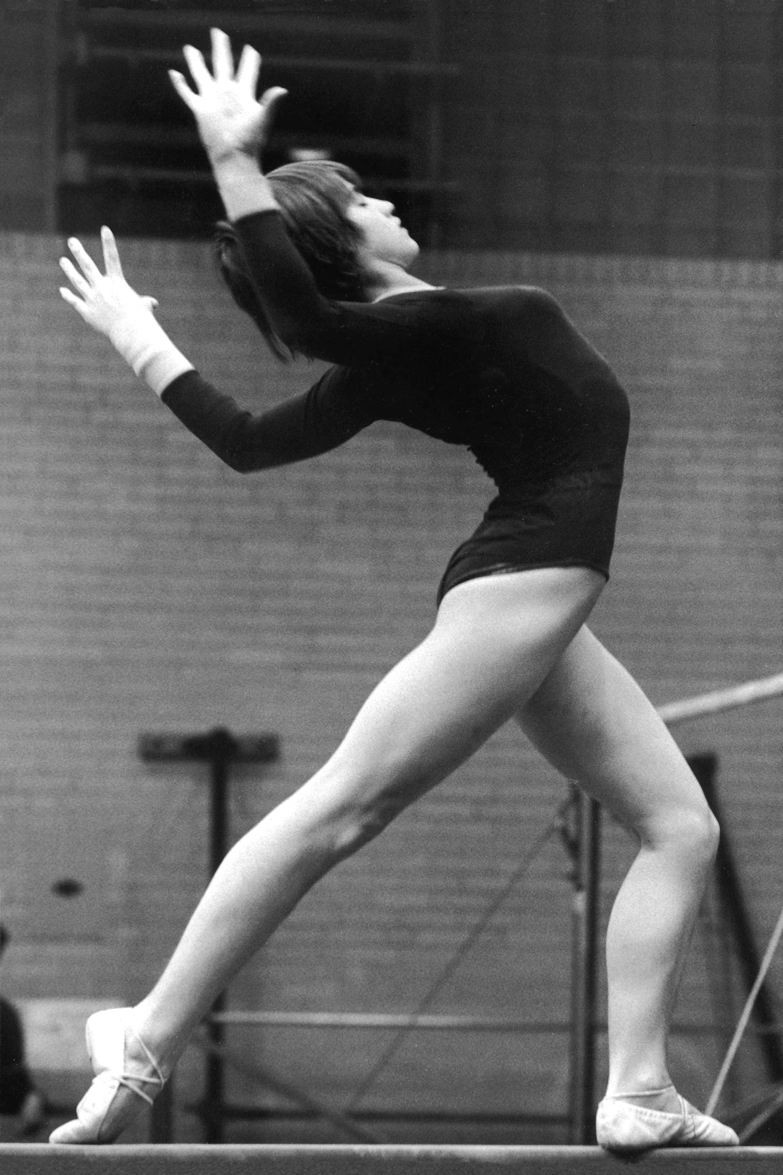
オリンピック体操種目における女子選手として初の10点満点を記録したナディア・コマネチ

10点満点（じってんまんてん、じゅってんまんてん）は、2006年に国際体操連盟により採点基準が変更されるまで、体操競技における最高得点であった。
1976年のモントリオールオリンピックにおいて、ナディア・コマネチ（ルーマニア）が10点満点を連発したことから一躍有名となった。他のオリンピック体操競技選手で10点満点を記録した選手としては、1984年ロサンゼルスオリンピックのメアリー・ルー・レットン（アメリカ合衆国）や1988年ソウルオリンピックのダニエラ・シリバシュ（ルーマニア）らがいる。
現在、国際体操連盟は2006年の世界選手権（モントリオールではなくアーハス大会）を契機に採点システムを難易度点（Dスコア）と演技点（Eスコア）の合算方式に全面改訂し、Eスコアは10点満点を維持しつつ、Dスコアは理論上の上限を廃止してオープンエンド化した。その結果、合計スコアは通常10点を超えるようになり、「純粋な10点満点」が競技全体の最高得点を示さなくなっている。

## 採点基準見直しの契機
採点基準見直しの契機となったのは、2004年のアテネオリンピックにおける二つの出来事であった。
一つは、男子個人総合平行棒競技での梁泰栄（大韓民国）の演技に対する採点ミスである。梁は10点満点の構成で演技したものの、審判が誤って9.9点の構成で採点してしまったため、梁は金メダルを逸して銅メダルに終わった。これには後日談がある。二人の解説者（ティム・ダゲットとMiles Avery）とこの競技の金メダリストであるポール・ハムの監督が梁の演技をビデオテープで確認したところ、更に第二の採点ミスがあり優勝は覆らないと述べている。
二つ目は男子種目別鉄棒競技でのアレクセイ・ネモフ（ロシア）の演技においてである。演技の出来に比べネモフの得点が余りにも低く採点されたため、観客は不満のブーイングを放ち競技が十数分ストップせざるを得なかった。ネモフは観客の前に立ち、応援への御礼と競技が継続できるように静粛を求めた。最終的に審判団はネモフの得点をわずかに引き上げたが、メダルには手が届かなかった。

## 新採点システムへの批判
国際体操連盟は前節で述べた不手際を踏まえ、2006年に採点システムを変更した。従来の10点満点からの減点方式ではなく、それに加えて技の難易度に応じて加点を行う要素を盛り込んだのである。詳細は体操競技#採点方法を参照されたい。
この変更は大きな批判を喚んだ。ルーマニアの名伯楽カーロイ・ベーラは、「クレイジーだ。体操競技史上最悪の愚行だ」と吐き捨てた。メアリー・ルー・レットン（ロサンゼルスオリンピック個人総合金メダリスト）は、「難解すぎて、私にも未だに理解できない」と困惑を隠さなかった。ナディア・コマネチ（モントリオールオリンピック個人総合金メダリスト）は、次のようにコメントしている。「競技を定義するなんて理解不能だわ。私たちはユニークさを競ったものです。10点満点、私たちにとっては初めてのそして夢の演技でしたが、今の10点は皆さんにとって満足のいくものなのでしょうか。」。

## 10点満点記録者一覧

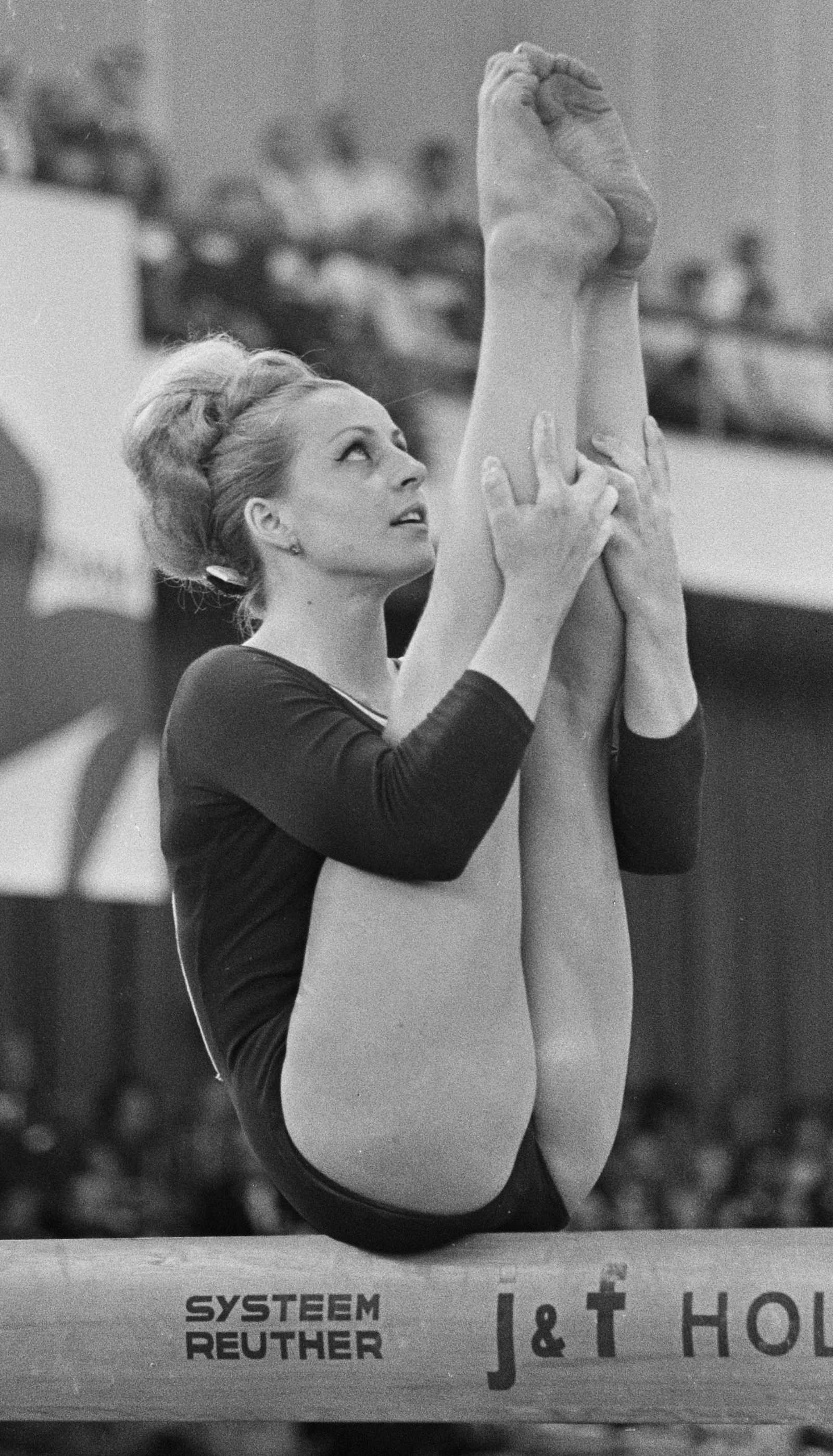
1967年に女子選手初の10点満点を記録したベラ・チャスラフスカ

() 内はその大会において10点満点をマークした回数を示す。

### オリンピック

#### 1924年 パリ
- 綱登り競技 - 22人の選手が10点満点を記録（現在は体操競技プログラムから外れている）[8][9]
- アルベール・セガン - 跳馬横置[10][11]

#### 1976年 モントリオール
- ナディア・コマネチ (7) - 段違い平行棒（団体規定、団体自由、個人総合、種目別）・平均台 (団体自由、個人総合、種目別）
- ネリー・キム (2) - 跳馬（種目別）・ゆか（種目別）

(Olympic database; 女子種目別の試合結果 女子個人総合の試合結果; 女子団体の試合結果)

#### 1980年 モスクワ
- ゾルタン・マジャール (2) - あん馬（個人総合、種目別）
- ストヤン・デルチェフ - つり輪（個人総合）
- アレクサンドル・ディチャーチン - 跳馬（個人総合）
- ミハエル・ニコライ（英語版） - あん馬（個人総合）
- アレクサンドル・トカチェフ - 鉄棒（個人総合）

(男子個人総合の試合結果 男子種目別の試合結果)

#### 1984年 ロサンゼルス
男子
- 李寧 (5) - ゆか（種目別）・あん馬（種目別、団体）・つり輪（団体）・跳馬（団体）
- 童非（英語版） (4) - 鉄棒（種目別、個人総合、団体）・つり輪（団体）
- 具志堅幸司 (3) - 鉄棒（団体、種目別）・跳馬（個人総合）
- 楼雲 (3) - 跳馬（種目別、団体）
- 森末慎二 (3) - 鉄棒（団体規定・自由、種目別）
- ピーター・ビドマー（英語版） (3) - 鉄棒（個人総合）・あん馬（団体）
- バート・コナー（英語版） (2) - 平行棒（団体、種目別）
- ミッチェル・ゲイロード（英語版） (2) - 平行棒（団体）・つり輪（団体）
- ティム・ダゲット（英語版） - 鉄棒（団体）
- 李小平（英語版） - あん馬（団体）
- 許志強（英語版） - 鉄棒（団体）

女子
- ジュリアン・マクナマラ（英語版） (5) - 段違い平行棒（種目別、個人総合、団体）・ゆか（種目別、団体）
- エカテリーナ・サボー (4) - ゆか（種目別、団体）・平均台（個人総合）・跳馬（団体）
- 馬燕紅（英語版） (3) - 段違い平行棒（種目別、個人総合、団体）
- メアリー・ルー・レットン (3) - ゆか（個人総合）・跳馬（個人総合、団体）
- シモナ・ポーカ（英語版） - 平均台（団体）

(男子の試合結果 女子の試合結果)

#### 1988年 ソウル
男子
- ドミトリイ・ビロゼロチェフ (4) - あん馬（種目別、個人総合）・つり輪（個人総合）・跳馬（個人総合）
- ウラジーミル・アルチョーモフ (2) - 平行棒（個人総合）・鉄棒（個人総合）
- 水島宏一 - あん馬（種目別、団体総合）
- 西川大輔 - あん馬（種目別、団体総合）
- ボルカイ・ジョルト（英語版） -あん馬（種目別）
- ファイクス・チャバ（英語版） - 鉄棒（個人総合）
- グツォギ・ジェルジ（英語版） - あん馬（個人総合）
- リュボミル・ゲラスコフ（英語版） - あん馬（種目別）
- シルビオ・クロル - あん馬（個人総合）
- ワレリー・リューキン - 鉄棒（個人総合）

女子
- ダニエラ・シリバシュ (7) - 段違い平行棒（団体規定、団体自由、個人総合、種目別）・平均台（団体）・ゆか（団体規定、個人総合）
- エレーナ・シュシュノワ (4) - 段違い平行棒（種目別）・跳馬（種目別、個人総合）・ゆか（個人総合）
- ダグマー・ケルステン（英語版） - 段違い平行棒

(男子の試合結果 女子の試合結果)

#### 1992年 バルセロナ
- 陸莉（英語版） - 段違い平行棒
- ラビニア・ミロソビッチ（英語版） - ゆか

(女子の試合結果)

### 世界選手権
- 後藤清志 - 世界体操競技選手権- 鉄棒（種目別）(1981年、日本人で初の10点満点を記録。）
- ドミトリイ・ビロゼロチェフ (3) - 世界体操競技選手権(1983年、 あん馬（団体規定・自由、種目別））
- ダニエラ・シリバシュ - 世界体操競技選手権(1985年、1987年、1989年）
- アウレリア・ドブレ - 世界体操競技選手権（1987年）

### ユニバーシアード
- ゾルタン・マジャール - ユニバーシアード- あん馬（個人総合）（1977年、男子で初の10点満点を記録。）

### ヨーロッパ選手権
- ベラ・チャスラフスカ - 1967年ヨーロッパ体操競技選手権 (2) - ゆか（種目別）・平均台（種目別） （女子の国際大会で初の10点満点を記録[23]。）